# Foula
Foula (Oudnoords Fuglaey, Keltisch Fughlaigh, "vogeleiland") is een eiland in de Shetland-archipel.

## Geografie
Het oppervlak bedraagt 12.7 km² en de hoogste top (de Kame) van het eiland is 376m hoog.
Drie kilometer ten oosten van Foula ligt een rif: 'Hoevdi Grund' (Oudnoords) of de 'Shaalds o' Foula' (Schots), dat slechts een meter onder het wateroppervlak ligt. In combinatie met het feit dat getijstromingen een snelheid van 22 km/u halen, is dit rif een gevaar voor de scheepvaart.

## Bevolking
Foula is een van de meest afgelegen permanent bewoonde eilanden van Groot-Brittannië. Het meest nabijgelegen bewoonde land (Mainland, het grootste eiland van de Shetlands) ligt op 27 km afstand.
De oudste sporen van bewoning van het eiland dateren van 5000 jaar geleden. In 1720 is bijna de gehele bevolking (van toen 200 mensen) uitgestorven door een pokkenepidemie. Op dit moment zijn er 32 inwoners waarvan de meesten in het gehucht Ham wonen.

## Economie
Vroeger leefde men vooral van de visvangst en de vangst van kreeften; tegenwoordig zijn veeteelt (schapen) en toerisme (vogelliefhebbers) de belangrijkste inkomstenbron.

## Verkeer
Het eiland bezit een klein vliegveldje. Ook is er een bootverbinding met het dorpje Walls op Mainland.

## Fotogalerij

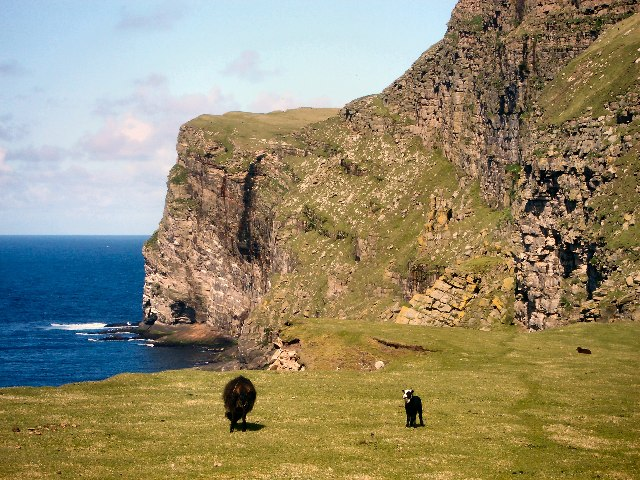
De klippen ten noordwesten van Da Smaalie
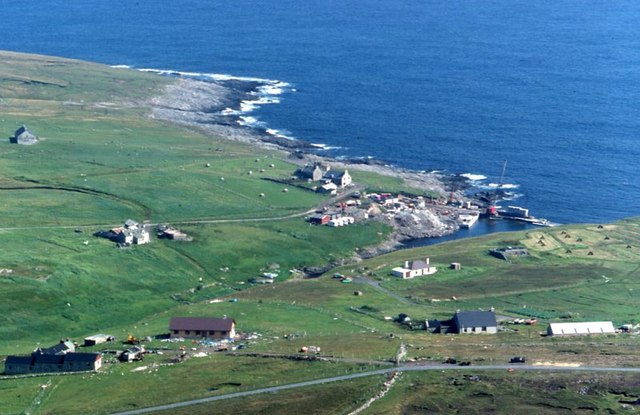
Het dorpje Ham
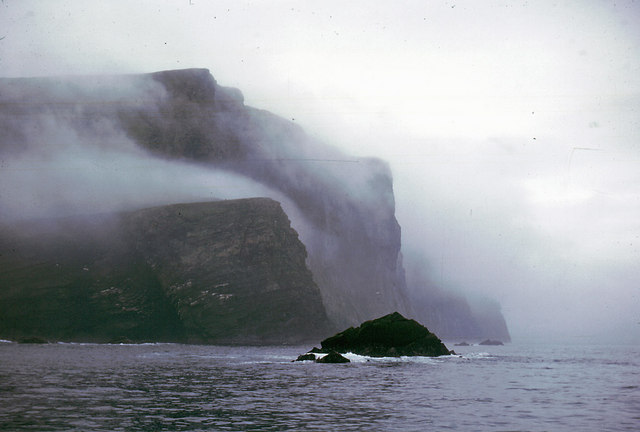
op de achtergrond de Kame in de mist
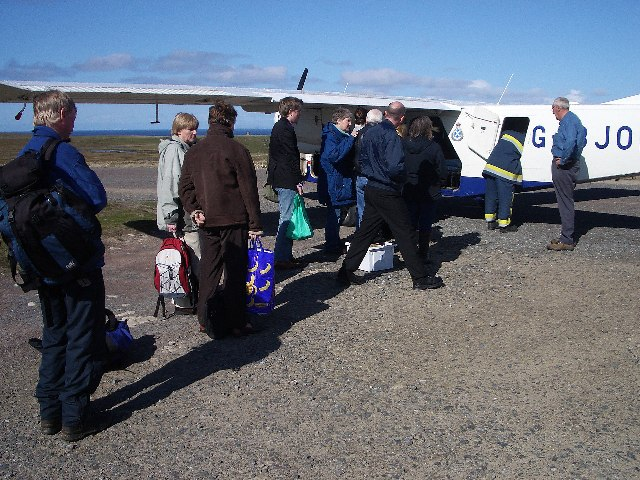
Vliegveldje op Foula
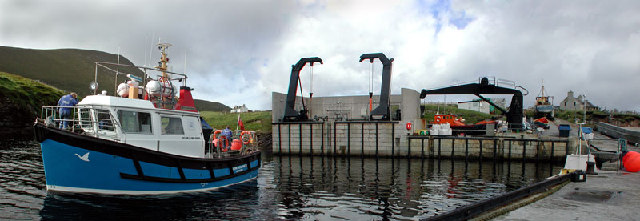
De ferryverbinding met Mainland